# Coryphopteris seramensis
Coryphopteris seramensis är en kärrbräkenväxtart som beskrevs av Masahiro Kato. Coryphopteris seramensis ingår i släktet Coryphopteris och familjen Thelypteridaceae. Inga underarter finns listade.